# Outdoor-Bekleidung

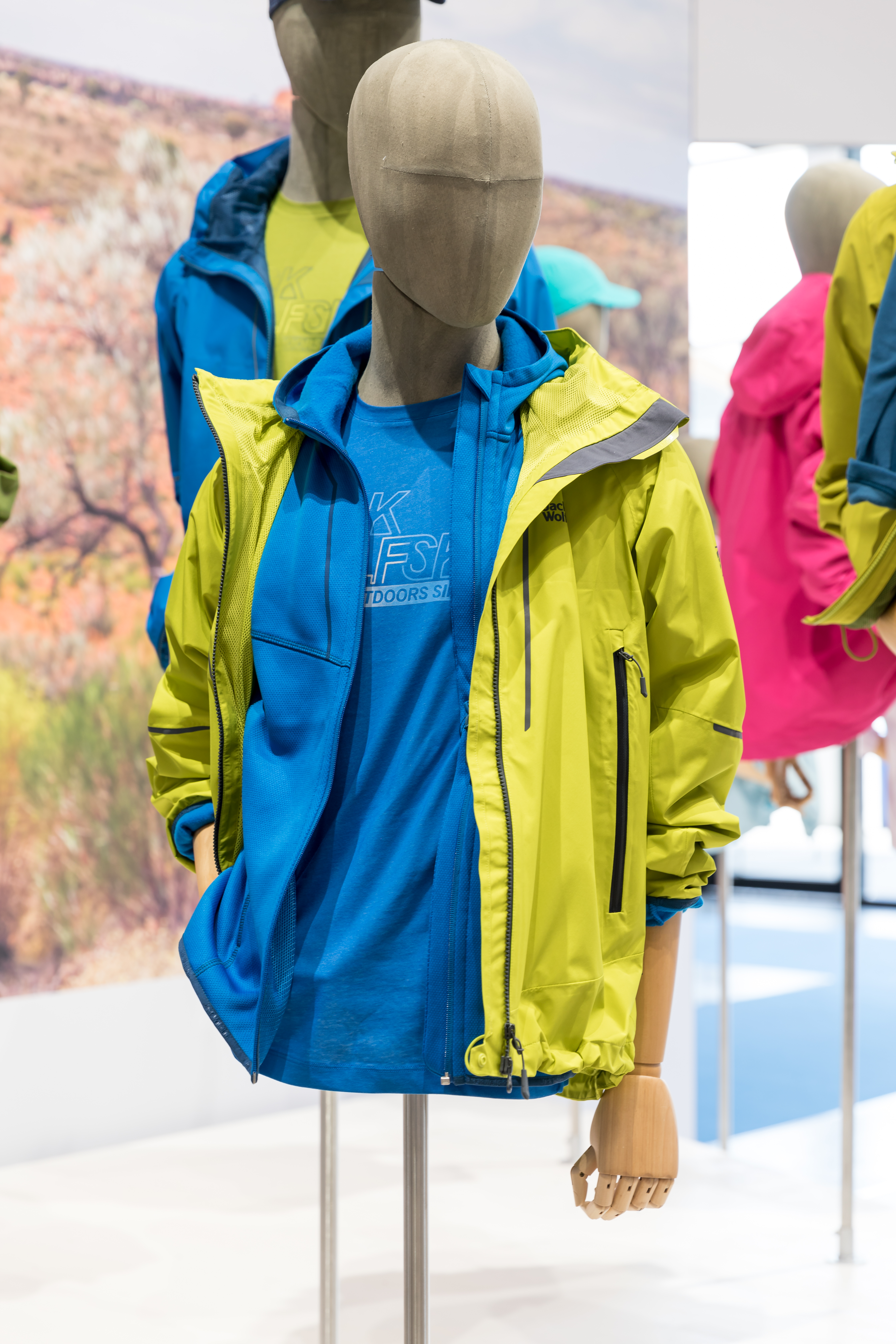
Outdoor-Bekleidung im Zwiebelschalenprinzip: T-Shirt, Kapuzenpullover, Funktionsjacke

Outdoor-Bekleidung (auch: Outdoor-Kleidung, von englisch outdoor ,draußen‘, ,im Freien‘) ist ein seit den 1980er Jahren verwendeter Begriff für Bekleidung, die bei sportlichen Aktivitäten im Freien getragen wird. Der Begriff wird auch allgemein für Freizeitmode verwendet. Outdoor-Bekleidung, einschließlich Thermo-Bekleidung, ist häufig aus Funktionstextilien und für einen bestimmten Anwendungszweck hergestellt, in der Regel auf eine spezielle Sportart bezogen.

## Einsatzgebiete und Funktionen
Outdoor-Bekleidung wird insbesondere nach den Sportarten wie Wandern, Trekking, Klettern, Fahrradfahren, Laufsport, Skifahren oder Snowboarden unterschieden. Sie wird aber auch für Freizeitaktivitäten wie Camping, Geocaching, Angeln oder die Jagd eingesetzt. 
Outdoor-Bekleidung wird entsprechend dem Zwiebelschalenprinzip in verschiedenen Bekleidungsschichten unterteilt, denen spezielle Funktionen zukommen – Unterbekleidung, Oberbekleidung, Wärmebekleidung, Wind-Nässeschutzbekleidung. Die unterste Bekleidungsschicht soll das Körperklima regulieren und den Feuchtigkeitsabtransport sicherstellen. Die zweite Schicht dient der Isolation und Wärmespeicherung und die vierte äußere Bekleidungsschicht schützt vor Witterungseinflüssen wie Wind oder Regen.
In der Regel weist Outdoor-Bekleidung eine hohe Atmungsaktivität, kurze Trockenzeiten und eine gute Strapazierfähigkeit auf. Zudem bietet sie, jeweils an die Situation angepasst, ein hohes Maß an Komfort und Bewegungsfreiheit. Bei Bekleidungsstücken, die beispielsweise beim Wandern ihren Einsatz finden, wird auf ein kleines Packmaß und geringes Gewicht geachtet. Bei Textilien für warme Gegenden oder für sportliche Aktivitäten werden teilweise Fasern mit Silberionen eingearbeitet, um Schweißgeruch zu verhindern. Andere Textilien bieten einen integrierten Sonnenschutz.

## Materialien
Häufig verwendete Materialien sind Polyester, Polyamid, Polypropylen und Wolle.

## Outdoor-Kleidungsstücke
Klassische Bestandteile der Outdoor-Bekleidung sind sportliche oder freizeitgemäße Jacken, Hosen, Schuhe und Kopfbedeckungen:

### Jacken
- Anorak
- Parka
- Regenjacke, Regencape
- Daunenkleidung
- Daunenjacke

### Hosen
- Regenhose
- Zipp-Off-Hose

### Schuhe
- Wanderschuhe
- Trekkingschuhe
- Trekkingsandalen
- Barfußschuhe
- Zehenschuhe

### Weitere Kleidungsstücke
- Fleece-Pullover
- Netzhemd
- Skianzug
- Seglerbekleidung
- Daunenoverall
- Anglerhut
- Kopftuch
- Schlauchschal

## Rezeption in der Populärkultur

### Medien und Politik
Seit den 2010er Jahren wird Outdoor-Kleidung in Feuilletons als modisches Stereotyp bestimmter Milieus thematisiert. 2010 veröffentlichte Moritz Honert auf Zeit Online eine Analyse des Phänomens, dass Outdoor-Kleidung insbesondere von Stadtbewohnern getragen wird, obwohl sie für den Einsatz in der Natur vermarktet werde. Nachdem der Journalist Ulf Poschardt im Zuge der Stuttgart-21-Demonstrationen in der Welt das Milieu der Demonstranten als „Öko-Spießer“ beschrieben hatte, kritisierte Michael Angele im Freitag seine Darstellung als Feindbild und hob dabei die Outdoor-Bekleidung als Kennzeichen der Demonstranten hervor. 2013 veröffentlichte Poschardt unter der Überschrift „Hurra, wir funktionieren noch!“ einen Artikel über die Ästhetik deutscher Funktions- und Outdoorbekleidung, die maßgeblich von der Marke Jack Wolfskin geprägt sei. Er thematisierte darin auch Bundeskanzlerin Angela Merkel, die in ihrem Wanderurlaub mit Funktionskleidung fotografiert wurde. Jan Böhmermann und Olli Schulz thematisierten ihre Kleidung in der Radiosendung Sanft & Sorgfältig. Lars Weisbrod veröffentlichte im Intro-Magazin eine Verteidigung der Jack-Wolfskin-Jacke. Die Modetheoretikerin Barbara Vinken deutete Funktionsjacken in einem Interview mit der taz als Symptom von gesellschaftlichem Eskapismus.
Bei einem Auftritt in Rostock im Jahr 2016 trug der damalige SPD-Vorsitzende und Bundeswirtschaftsminister Sigmar Gabriel eine rote Outdoorjacke. In einer Stilkritik im Spiegel schrieb Philipp Löwe, die Jacke in Signalfarbe biete „mehr Identifikationspotenzial für geneigte SPD-Wähler als die Ralph-Lauren-Hemden“, die Gabriel sonst gerne trage.
Nach den Protesten gegen den G20-Gipfel in Hamburg 2017 wurde darüber berichtet, dass Mitglieder des Schwarzen Blocks häufig Outdoorkleidung bestimmter Marken trugen. Der Spiegel beschriftete ein Foto zweier Demonstranten mit Herstellern und Preisen ihrer Kleidung und warf ihnen hinsichtlich ihrer Kapitalismuskritik Doppelmoral vor.
2021 erhielten Bilder des amerikanischen Politikers Bernie Sanders bei der Amtseinführung von Joe Biden Aufmerksamkeit. Er trug dabei einen Parka einer Firma aus seinem Bundesstaat Vermont. Sein Stil wurde als „grumpy chic“ bezeichnet.

### Künstlerische Rezeption
- Im Kabarett wird Outdoor-Kleidung als Klischee verwendet, unter anderem von Harry G,[19] Gerd Knebel,[20] Sebastian Schnoy[21] und Thomas Lienenlüke.[22]
- 2014 beschrieb Fabian Hartjes auf Zeit Online das Phänomen, dass Rapper in ihren Videos Outdoor-Bekleidung verwendeten etwa Abdi, Drake oder A$AP Rocky.[23] Seit Ende der 2010er Jahre wurde über die Rückkehr einer aus den 1990er Jahren bekannten The-North-Face-Jacke unter Rappern berichtet.[24][25][26] Die Marke wird unter anderem in Texten von The Notorious B.I.G.,[27] Lil Wayne,[28] Eminem[29] und Capital Bra[30] erwähnt. Die Marke Jack Wolfskin wird unter anderem in Texten von Money Boy,[31] Marsimoto[32] und 187 Strassenbande[33] erwähnt.
- Im Text Die Zwiebel und das Nordgesicht (2011) beschäftigt sich der Berliner Autor Martin Gottschild satirisch mit dem Zwiebelschalenprinzip und der Marke The North Face.[34]
- Im Comic Auf dem Weg zur Stiftung Lesehemd von Katz & Goldt (2016) sagt eine Figur mit Funktionsjacke von The North Face: „Wenn’s kühl ist oder feucht, dann tragen 75 Prozent aller Deutschen eine Jacke von ,The North Face‘, und sogar 80 Prozent tragen eine von ,Jack Wolfskin‘.“[35][36]
- Jan Böhmermann verwendete die Marke Jack Wolfskin als typisch deutsches Merkmal in seinen Songs Be Deutsch (2016) und Comedians for Worldpeace (2019).[37][38] Böhmermann gab in einem Interview 2013 an, die Marke selbst zu tragen.[39]
- Im 2020 veröffentlichten Roman Allegro Pastell des Schriftstellers Leif Randt trägt eine MDMA-Pille den Aufdruck The North Face.[40]

### Stil „Gorpcore“
Seit den 2010er Jahren wurde verstärkt über Outdoor-Kleidungsstücke im Bereich der Mode berichtet. Der Trend wurde als „gorpcore“ oder nur „gorp“ in Anspielung auf die Stilrichtung Normcore bezeichnet. Das Wort „gorp“ („herunterschlingen“) ist eine umgangssprachliche Bezeichnung für Studentenfutter und wird als Backronym good ol’ raisins and peanuts gedeutet. Normcore wird ebenfalls mit Marken für Outdoor-Bekleidung in Verbindung gebracht.